# Гверздонская волость

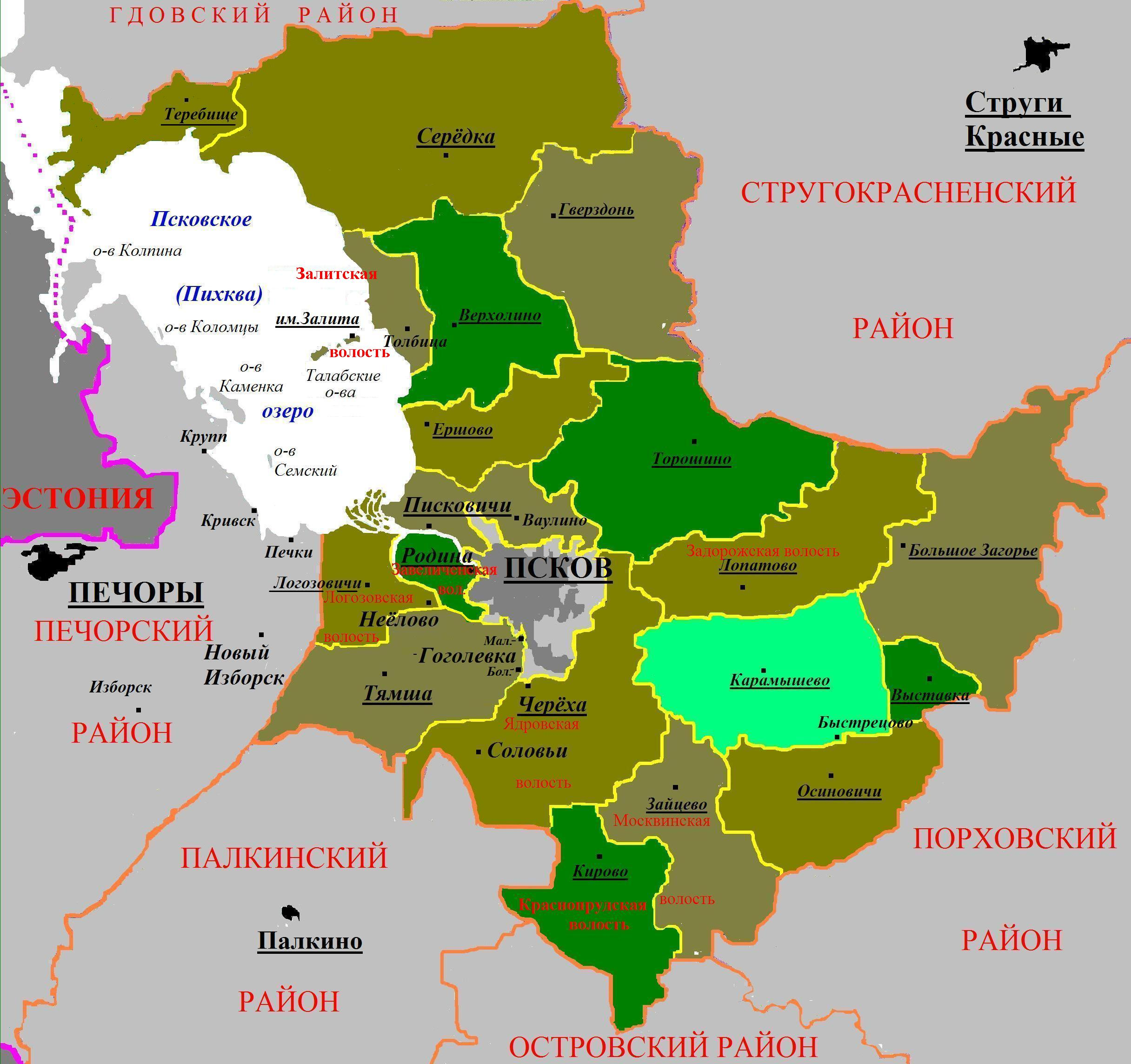
Административное деление Псковского района (2005)

Гверздонская волость — административно-территориальная единица 3-го уровня в составе Псковского района Псковской области РФ, существовавшая в 1995—2009 годах. В 2009 году волость была упразднена в пользу сельского поселения «Серёдкинская волость».

## Предыстория и Гверздонский сельсовет
В составе Гдовского уезда Петербургской губернии на момент 1914 года существовала Серёдкинская волость с центром в селе Маслогостицы (ныне с. Серёдка) на территории современной Серёдкинской волости.
Постановлением Президиума ВЦИК РСФСР от 1 августа 1927 года в составе новообразованного Серёдкинского района (Псковского округа Ленинградской области) были образованы Гверздонский (д.Гверздонь) и Колядушский (д.Колядуха) сельсоветы. В 1944 году они вошли в состав новообразованной Псковской области. Указом Президиума Верховного Совета РСФСР от 16 июня 1954 года Теребищенский и Колядушский сельсоветы были объединены в Гверздонский сельсовет (д. Гверздонь). Указом Президиума Верховного Совета РСФСР от 14 января 1958 года Серёдкинский район был упразднён, а Гверздонский сельсовет был передан в состав Псковского района.

## Гверздонская волость
Постановлением Псковского областного Собрания депутатов от 26 января 1995 года территории сельсоветов были переименованы в волости, в том числе Гверздонский сельсовет был переименован в Гверздонскую волость.

## Население
Численность населения Гверздонской волости по переписи населения 2002 года составила 666 жителей (по оценке на начало 2001 года — 749 жителей).

## Населённые пункты
Список населённых пунктов Гверздонской волости в 1995—2009 гг.:
| #  | деревня           | 2000 г., чел. |
| -- | ----------------- | ------------- |
| 1  | Борки             | 0             |
| 2  | Ганькино          | 7             |
| 3  | Гверздонь         | 357           |
| 4  | Голдино           | 11            |
| 5  | Евсеево           | 1             |
| 6  | Забелье           | 11            |
| 7  | Заболотье         | 0             |
| 8  | Забродье          | 7             |
| 9  | Загорье           | 5             |
| 10 | Залединье         | 9             |
| 11 | Заходцы           | 0             |
| 12 | Каменка           | 0             |
| 13 | Китино            | 0             |
| 14 | Колядуха          | 0             |
| 15 | Конёчек           | 9             |
| 16 | Красиковщина      | 77            |
| 17 | Крутик            | 7             |
| 18 | Лягинино          | 0             |
| 19 | Митюнино          | 7             |
| 20 | Нижнее Сухое      | 0             |
| 21 | Новое Кратково    | 7             |
| 22 | Носырево          | 9             |
| 23 | Площаны           | 0             |
| 24 | Погорелка         | 12            |
| 25 | Поддубье          | 4             |
| 26 | Подклинье         | 71            |
| 27 | Подсосно          | 16            |
| 28 | Поступалово       | 2             |
| 29 | Ровница           | 16            |
| 30 | Ряднево           | 6             |
| 31 | Сверчиха          | 1             |
| 32 | Смержаха          | 27            |
| 33 | Трети             | 6             |
| 34 | Троицкая Гора     | 23            |
| 35 | Царевщина         | 1             |
| 36 | Черемша           | 4             |
| 37 | Чухонские Заходцы | 0             |
| 38 | Ширяево           | 16            |
| 39 | Шушпаново         | 6             |
| 40 | Юхново            | 14            |

В соответствии с поправками к Закону Псковской области «Об установлении границ и статусе вновь образуемых муниципальных образований на территории Псковской области» от 5 ноября 2009 года (№ 911-ОЗ) все деревни упразднённой Гверздонской волости вошли в состав Серёдкинской волости.